# Prix Nishina
Le prix Nishina (仁科記念賞, Nishina Kinenshō) est le plus ancien et le plus prestigieux prix de physique au Japon. Depuis 1955, le prix est attribué tous les ans par la fondation Nishina pour la physique. Le prix est décerné pour des réalisations exceptionnelles en physique atomique et leurs applications à des individus ou à des groupes de chercheurs. En la circonstance, le terme « physique nucléaire » comprend l'ensemble du spectre de la physique moderne. Le prix tient son nom de Yoshio Nishina, le père de la physique moderne japonais. Les lauréats reçoivent une médaille, un certificat et un prix en espèces[Information douteuse] de 500 000 yens.

## Liste des lauréats
| Année | Lauréat                                                     |
| ----- | ----------------------------------------------------------- |
| 2016  | Tadashi Takayanagi                                          |
| 2015  | Shinsei Ryū Akira Furusaki                                  |
| 2015  | Tohru Motobayashi Hiroyoshi Sakurai                         |
| 2014  | Matsuda Yūji                                                |
| 2014  | Kobayashi Takashi Nakaya Tsuyoshi                           |
| 2013  | Hidetoshi Katori                                            |
| 2013  | Yoshiro Takahashi                                           |
| 2013  | Takahiko Kondo Tomio Kobayashi Shoji Asai                   |
| 2012  | Inoue Kunio                                                 |
| 2012  | Hideo Hosono                                                |
| 2012  | Hatsuda Tetsuo Aoki Shin’ya Ishii Noriyoshi                 |
| 2011  | Akiba Yasuyuki                                              |
| 2011  | Fujisawa Akihide Ida Katsumi                                |
| 2010  | Kaneko Kunihiko                                             |
| 2010  | Maeno Yoshiteru                                             |
| 2009  | Hirosi Ooguri                                               |
| 2009  | Tamura Hirokazu                                             |
| 2008  | Ie Masanori                                                 |
| 2008  | Ueda Masahito                                               |
| 2008  | Hayano Ryūko                                                |
| 2007  | Hosotani Yutaka                                             |
| 2006  | Toshiki Tajima                                              |
| 2006  | Nishimori Hidetoshi                                         |
| 2006  | Mishima Osamu                                               |
| 2005  | Nagaosa Naoto                                               |
| 2005  | Nishikawa Kōichirō                                          |
| 2005  | Morita Kosuke                                               |
| 2004  | Tsai Jaw-Shen                                               |
| 2004  | Niwa Kimio                                                  |
| 2003  | Kitaoka Yoshio                                              |
| 2003  | Suzuki Atsuto                                               |
| 2003  | Nakano Takashi                                              |
| 2002  | Koyama Katsuji                                              |
| 2002  | Tarucha Seigo                                               |
| 2002  | Nagai Yasuki Igashira Masayuki                              |
| 2001  | Yōichirō Suzuki Nakahata Masayuki                           |
| 2001  | Takasaki Fumihiko Oide Katsunobu                            |
| 2001  | Amaya Kiichi Shimizu Katsuya                                |
| 2000  | Orito Shūji Yamamoto Akihiro                                |
| 2000  | Konishi Ken'ichi                                            |
| 2000  | Horiuchi Hisashi                                            |
| 1999  | Inoue Kenzo Kakuto Akira                                    |
| 1999  | Kajita Takaaki                                              |
| 1999  | Nakamura Yasunobu                                           |
| 1998  | Akimitsu Jun                                                |
| 1998  | Shimizu Fujio                                               |
| 1998  | Kondō Kunitaka                                              |
| 1997  | Kifune Tadashi Tanimori Toru                                |
| 1997  | Anthony Ichiro Sanda                                        |
| 1997  | Yasuoka Hiroshi                                             |
| 1996  | Shuji Nakamura                                              |
| 1996  | Itaya Kinko                                                 |
| 1996  | Nakai Naomasa Inoue Makoto Miyoshi Makoto                   |
| 1995  | Satō Takeo                                                  |
| 1995  | Kawakami Norio Yan Sonkiru                                  |
| 1994  | Kawabata Arisato                                            |
| 1994  | Tanabe Tetsumi                                              |
| 1994  | Iwasaki Yōichi Ukawa Akira Ōkawa Masanori Fukugita Masataka |
| 1993  | Itō Kimitaka Itō Sanae                                      |
| 1993  | Katsumata Kōichi                                            |
| 1992  | Yoshihisa Yamamoto                                          |
| 1992  | Ōnuki Yoshichika Hasegawa Akira                             |
| 1992  | Yanagida Tsutomu                                            |
| 1991  | Kitamura Hideo                                              |
| 1991  | Shūji Saitō                                                 |
| 1991  | Wadachi Miki                                                |
| 1990  | Satō Katsuhiko                                              |
| 1990  | Yoshinori Tokura                                            |
| 1990  | Yokoya Kaoru                                                |
| 1989  | Tanihata Isao                                               |
| 1989  | Nomoto Ken'ichi                                             |
| 1988  | Matsumoto Toshio                                            |
| 1988  | Kikkawa Keiji                                               |
| 1988  | Saitō Gunji                                                 |
| 1987  | Takayanagi Kunio                                            |
| 1987  | Morimoto Masaki Kaifu Norio                                 |
| 1987  | Masatoshi Koshiba Yoji Totsuka Suda Hidehiro                |
| 1986  | Suzuki Masuo                                                |
| 1986  | Fujikawa Kazuo                                              |
| 1986  | Satō Testuya                                                |
| 1985  | Tanaka Toyoichi                                             |
| 1985  | Sumio Iijima                                                |
| 1985  | Tanaka Yasuo                                                |
| 1984  | Eguchi Tōru Kawai Hikaru                                    |
| 1984  | Ishikawa Yoshikazu                                          |
| 1984  | Kawaji Shinji                                               |
| 1983  | Yamanouchi Taiji                                            |
| 1983  | Masuda Akimasa                                              |
| 1982  | Ando Tsuneya                                                |
| 1982  | Akira Tonomura                                              |
| 1981  | Sugimoto Daiichirō                                          |
| 1981  | Yoshimura Motohiko                                          |
| 1980  | Date Muneyuki                                               |
| 1980  | Torizuka Yoshiharu                                          |
| 1980  | Kugo Taichirō Ojima Izumi                                   |
| 1979  | Moriya Toru                                                 |
| 1979  | Makoto Kobayashi Toshihide Maskawa                          |
| 1978  | Hirota Eiji                                                 |
| 1978  | Akito Arima Marumori Toshio                                 |
| 1977  | Shionoya Shigeo                                             |
| 1977  | Maki Jirō Hara Yasuo                                        |
| 1976  | Isoya Akira                                                 |
| 1976  | Susumu Okubo Iizuka Jugoro                                  |
| 1975  | Yamazaki Toshimitsu                                         |
| 1975  | Hanamura Eiichi                                             |
| 1974  | Ōtsuka Eizo                                                 |
| 1974  | Bunji Sakita                                                |
| 1973  | Nakanishi Noboru                                            |
| 1973  | Satō Fumitaka Tomimatsu Akira                               |
| 1972  | Kyozi Kawasaki                                              |
| 1972  | Maki Kasumi                                                 |
| 1971  | Sugawara Hirotaka                                           |
| 1971  | Morinaga Haruhiko                                           |
| 1970  | Kigoshi Kunihiko                                            |
| 1970  | Nishikawa Tetsuji                                           |
| 1969  | Matsuda Hisashi                                             |
| 1969  | Ikeji Hiroyuki Nishikawa Kyōji                              |
| 1968  | Mori Hajime                                                 |
| 1968  | Jun Kondō                                                   |
| 1967  | Ogawa Shūzō Yamaguchi Yoshio                                |
| 1967  | Nishimura Jun                                               |
| 1966  | Oda Minoru                                                  |
| 1966  | Toyozawa Yutaka                                             |
| 1965  | Mitani Kenji Tanaka Shigetoshi                              |
| 1965  | Miyake Saburō                                               |
| 1964  | Iwata Giichi                                                |
| 1964  | Seya Masao                                                  |
| 1963  | Chūshirō Hayashi                                            |
| 1962  | Takayama Kazuo                                              |
| 1962  | Sasaki Wataru                                               |
| 1961  | Niu Kiyoshi                                                 |
| 1961  | Fukui Shūji Miyamoto Shigenori                              |
| 1961  | Matsubara Takeo                                             |
| 1960  | Yoshimori Akio                                              |
| 1959  | Leo Esaki                                                   |
| 1959  | Nakane Ryōhei                                               |
| 1958  | Sugimoto Kenzō                                              |
| 1958  | Sawada Katuro                                               |
| 1957  | Ryōgo Kubo                                                  |
| 1956  | Kei Yoshida                                                 |
| 1956  | Mitsui Shingo Nishigaki Susumu Egawa Tomoji Ushioda Tsunezo |
| 1955  | Koreichi Ogata                                              |
| 1955  | Kazuhiko Nishijima                                          |